# Pièce de 100 francs Charlemagne
Pour les articles homonymes, voir 100 francs.
La pièce de 100 francs français Charlemagne est une pièce commémorative française émise en 1990.

## Frappes
| Millésime | Tirage    | Remarques |
| --------- | --------- | --------- |
| 1990      | 4 962 261 |           |

## Sources
- "Valeur des Monnaies de France" de René Houyez éditions GARCEN